# Uda (kejsare)
Uda, född 866, död 931, var regerande kejsare av Japan mellan 887 och 897.